# Stenocercus lache
Espèce
Statut de conservation UICN

 LC  : Préoccupation mineure
Stenocercus lache est une espèce de sauriens de la famille des Tropiduridae.

## Répartition
Cette espèce est endémique de la cordillère Orientale en Colombie. On la trouve entre  2 908 et 4 000 m d'altitude. Elle vit dans le páramo.

## Publication originale
- Corredor, 1983 : Una nueva especie de Stenocercus (Sauria: Iguanidae) de la cordillera Oriental de Colombia. Lozania, n. 37, p. 1-10.